# Mycterus umbellatarum
Mycterus umbellatarum là một loài bọ cánh cứng trong họ Mycteridae. Loài này được Fabricius miêu tả khoa học năm 1792.